# Puhatu soo
Puhatu soo är ett träsk i Estland.   Det ligger i landskapet Ida-Virumaa, i den östra delen av landet, 170 km öster om huvudstaden Tallinn.